# Психодрама

Якоб Морено — творець методу психодрами

Психодра́ма — метод психотерапії та психологічного консультування, що був створений австро-американським психологом Якобом Морено.

## Поняття психодрами і її мета
Психодрама сама по собі є рольовою грою, але з імпровізованим сюжетом. Мета психодрами — допомогти людині вирішити актуальні для неї проблеми. Ролями може служити будь-що, починаючи від людей і тварин, і до абстрактних понять та почуттів. Та ці ролі є важливими для людини в реальному житті. В дечому психодрама подібна до аматорського театру, «акторам» психодрами необов'язково мати акторський талант. Грати ролі може бути будь-хто, без винятків.
Психологічне підґрунтя психодрами — це внутрішні переживання, що є у всіх людей. Не рідко ми навіть ведемо внутрішні діалоги і монологи, у нашій уяві розігруються сцени з минулого і ймовірні події, що могли трапитись або можуть трапитись у майбутньому. Психодрама ж має вивести ці внутрішні хвилювання назовні.
Через сценічне розігрування епізодів із власного життя (минулого, теперішнього, майбутнього) людина отримує можливість, використовуючи свою спонтанність і креативність, увійти в контакт із власним минулим і отримати навички, які стануть йому необхідними їй в майбутньому. Зерка Морено називає цей процес «засобом безкарно жити, попри вчинені помилки».
У розвитку особистості енергія спонтанності грає рівноправну роль поряд з генетичною схильністю і соціальним впливом. Морено доводить, що дитина не могла б розвиватись не маючи енергії спонтанності.
На відміну від «інших» енергій, що існували в психології 20-30-их рр. минулого століття («лібідо» у Фрейда, «оргонна енергія» у Райха та ін.) спонтанність не може накопичується, вона існує тільки «тут і тепер». Придушення спонтанності — причина виникнення неврозу (немає «нової реакції, на стару ситуацію», реакції стереотипні).

## Застосування психодрами
Розігруються декілька сцен, що зображують, наприклад, спогади про специфічні події з минулого, незавершені ситуації, внутрішні драми, фантазії, сни, підготовку до майбутніх ситуацій з можливим ризиком чи мимовільні прояви психологічних станів «тут і зараз». Ці сцени або ж реально наближені до реальної життєвої ситуації, чи виводять назовні внутрішні ментальні процеси. Якщо потрібно інші ролі на себе беруть інші члени групи чи неживі предмети, а інколи і порожні стільці.
Група, згідно з Морено, є відкритою системою, тобто живим організмом, що постійно змінюється. Щоб зрозуміти, що відбувається в даний момент у групі, Морено придумав вимірювальний інструмент — соціометрію. Під соціометрією розуміють методи дослідження структури міжособистісних відносин в малій соціальній групі шляхом вивчення виборів, зроблених членами групи по тих чи інших соціометричних критеріях. Термін «соціометрія» в перекладі з латини означає вимірювання міжособистісних взаємин у групі. У суспільних науках він постав наприкінці XIX ст. у зв'язку зі спробами застосування математичних методів до вивчення соціальних явищ.
Вибір теми проводиться таким чином: ведучий (директор) і всі учасники, що бажають розібратись зі своєю темою, просовують свої стільці вперед, утворюючи «внутрішнє коло». Потім кожен з учасників розповідає, з чим би він хотів попрацювати, а люди, що сидять у зовнішньому колі, уважно слухають. Коли теми зрозумілі всім, представники зовнішнього кола роблять свій вибір по критерію, «яка тема для мене зараз найактуальніша».

## Базові елементи психодрами
У психодрамі застосовується п'ять основних структурних елементів.
Залежно від того на що спрямована психодрама, виділяють такі види цього методу — центрована на протагоністі чи центрована на групі.
Протагоніст — так би мовити «головний герой» психодрами, йому не потрібно грати роль, варто бути лише самим собою, розповідати свою історію, яку одразу ж будуть грати. Цей вид психотерапії спрямований на одну людину, на допомогу їй, в той час, як групова психодрама спрямована на вирішення міжособистісних групових конфліктів. Тому психодрама застосовується навіть в робочих колективах.
Директор — «ведучий» психодрами. Він безпосередньо не бере участі в ній, проте він дає важливі інструкції і коригує хід постановки вже походу її проведення. Може впливати безпосередньо на протагоніста, наприклад жартами та порадами. Якщо протагоніст бере на себе активну роль і починає сам вести психодраму, директор може виконувати пасивну роль або впливати на учасників опосердковано.
Допоміжні (додаткові) «Я» — «актори» психодрами, люди, що виконують ролі з історії протагоніста. Як вже згадувалось раніше правдивість гри не потрібна, крім того, що ролі можуть бути різні, навіть символічні. Вони розігрують в реальному житті все те, що відбувається у протагоніста в його внутрішньому світі.
Глядачі — учасники групи терапії, що не беруть активної участі в психодрамі, проте теж можуть впливати на протагоніста — критикою, підтримкою, бурхливими оваціями, адже чим пригніченішим той себе відчуває, тим більше він потребує чужої підтримки. Інколи глядачі можуть самі стати «пацієнтами» цього методу, чужі проблеми сприймаються ніби власні, аналогічні.
Сцена — теж досить важлива деталь у психодрамі — будь-яке широке приміщення, в якому б допоміжні «Я» могли вільно переміщатись. В Біконі Морено облаштував складний сценічний майданчик для кількох рівнів гри психодрами.

## Основні техніки психодрами (за Д.Кіппером)
Самопрезентація — серії коротких рольових дій, в яких головний герой зображує самого себе або когось дуже важливого для себе. У цих діях протагоніст є єдиним учасником, і презентація виходить абсолютно суб'єктивною.
Виконання ролі — акт прийняття ролі когось іншого — роль якоїсь людини, що живе або померла, реальної або вигаданої; а також — роль частини тіла (наприклад, серця), роль тварини (наприклад, домашньої), роль неживого об'єкта (наприклад, якогось сувеніра) і навіть роль уявлення або поняття, такого, як час, пологи, смерть.
Діалог — це зображення в рольових іграх взаємин між реальними людьми. Допоміжні особи — це ті самі люди, з ким протагоніст взаємодіє в реальному житті. Ролі, що виконуються допоміжними особами в техніці діалогу, — їх власні, а не чиїсь ще ролі. Кожен грає самого себе, це стосується і протагоніста, і допоміжних осіб.
Монолог — виклад своїх почуттів і думок, ніби протагоністи вголос (але при цьому інтимно) радяться самі з собою. Ця техніка може виглядати як коментування своїх дій у рольових іграх в середині сцени, перед її початком або в кінці.
Дублювання — допоміжній особі пропонується зіграти особливу роль — що дублює роль протагоніста. Допоміжна особа виконує цю роль одночасно з протагоністом і намагається стати його «психологічним двійником», бути його внутрішнім голосом, свідомістю, висловлювати його почуття, розкривати таємні думки та судження, допомагати висловлювати їх повно і відкрито.
Репліки в сторону — протагоніст повертає голову в бік, протилежний від допоміжної особи, прикриває рот рукою з того боку, де знаходиться допоміжна особа, потім вголос говорить, що він дійсно думає, відчуває або збирається робити. При цьому допоміжна особа продовжує діяти, ніби вона не чула, що було сказано в сторону.
Обмін ролями — два учасники міняються місцями фізично, кожен переймає позу, манери, душевний і психологічний стан іншого. У контексті психотерапії в обміні ролями завжди бере участь головний герой. Він тимчасово стає допоміжною особою, а останній грає роль протагоніста на термін, визначений цим обміном ролей.
Порожній стілець — протагоніст діє без допомоги допоміжних осіб, взаємодіючи з уявним кимось або чимось, представленим одним або кількома порожніми стільцями. Стільці служать заступниками відсутніх осіб, предметів, явищ тощо.
Дзеркало — здійснюється допоміжною особою, яка виконує роль протагоніста протягом короткого часу, а протагоніст спостерігає за ним, віддалившись з простору дії. Основне завдання допоміжної особи — скопіювати поведінку протагоніста, бути «психологічним дзеркалом». Але іноді буває необхідно перебільшити окремі риси поведінки протагоніста. Тут потрібна інтуїція, розсудливість.

## Жанри і напрямки психодрами
Монодрама — використання психодрами в індивідуальному консультуванні та психотерапії. Замість інших людей, що мають допомагати грати додаткові «Я», в монодрамі використовуються порожні стільці чи символічні предмети (наприклад, іграшки).
Соціодрама і соціометрія — робота з темами, загальними для групи. Соціодрама інколи вважається самостійним видом практики, а інколи різновидом психодрами. Соціодрама дуже зручна для допомоги врегулювання конфліктних відносин (наприклад, міжетнічних чи релігійних). Соціометрія — це ефективний метод дослідження соціальних груп: їх структури, динаміки.
Аксіодрама — вид соціодрами, заснований на роботі особистісними цінностями.
Драматерапія — використання літературних сюжетів, що розігруються на сцені з психотерапевтичною метою.
Бібліодрама — жанр психодрами, в основя котрого лежить психодраматичне розігрування біблійних сюжетів, в яких закладені основні архетипічні конфлікти людини.
Психодрама в освіті — синтез психодрами і педагогіки, використання імпровізаційних рольових ігор у навчальному процесі. Воно підходить для всіх вікових груп, починаючи з дитячого садка і закінчуючи післявузівським навчанням.
Театральна психодрама — синтез театру і психодрами. Колись до цього напрямку відносили плейбек-театр, але на відміну від психодраматичних практик, він має зовсім іншу мету, умови проведення та незалежну історію.